# ACE (bestandsformaat)
ACE is een bestandsformaat voor een verliesvrij gecomprimeerd bestand met hogere compressie dan een zipbestand, maar bestanden worden minder snel gecomprimeerd of gedecomprimeerd. Oorspronkelijk werd dit bestandsformaat gebruikt door WinACE-software.
De bestandsextensie voor ACE-bestanden is .ace. Het MIME-type is application/x-ace-compressed.
ACE was populair in de periode 1999-2001 toen het een iets betere compressieratio bood dan RAR. ACE werd onder meer gebruikt voor het verspreiden van warez.
Nadav Grossman van Check Point Software Technologies vond in 2019 een beveiligingskwetsbaarheid in het bibliotheekbestand UNACEV2.DLL. De genoemde kwetsbaarheid maakt het mogelijk om bestanden aan te maken in arbitraire mappen buiten de doelmap bij het uitpakken van ACE-archieven.
Daar UNACEV2.DLL niet is bijgewerkt sinds 2005, biedt o.a. (Win)RAR geen ondersteuning meer aan voor de ACE-archiefindeling.